# Tāhir al-Jazā'irī
Le cheikh Taher Waghlis ou Tāhir al-Jazā'irī (en kabyle : Ṭaher Aweɣlis ; 1852-1920, né et mort à Damas) est un réformateur islamique et savant érudit des hadîths en Syrie. Il est surnommé « Mohamed Abduh de Syrie ».

## Famille, enfance
Il vient d'une famille algérienne qui a fui l'occupation française et a d'abord étudié avec son père Muhammad Salih (décédé en 1868), lequel sera à Damas un juriste malikite et un mufti de la voie madhhab, à tendance malikite.
Tahir est multilingue et parle l'arabe, le berbère, le turc et le persan, puis également le français, le syrien, l'hébreu et l'Amharique.

## Le cercle de pensée du Cheikh al-Jazâ’irî
Muhibb ad-Dīn al-Chatīb (1886–1969) le qualifie dans une revue publiée en 1926 de «fondateur du mouvement actuel syrien, père de ses combattants de la liberté et chef de ses érudits éclairés».
Il est l'un des fondateurs de la «Société de protection sociale islamique» (Jamiya al-chairiya al-islamiya) à Damas et membre du «Grand cercle de Damas» (halqatu Dimaschq al-kabirah).
Ce mouvement réformiste arabe se réunit autour du cheikh Tâhir al-Jazâ'irî, inspecteur de l'éducation à Damas entre 1880 et 1905. Connu sous le nom de Halaqat Dimashq al-Kubrâ (le Grand cercle de Damas), le cercle, fondé au début de ce siècle, réunit les cheikhs Jamâl al-Dîn al-Qâsimî, ‘Abd al-Razzâq al-Bîtâr et Salîm al-Bukhârî. Peu à peu, des jeunes rejoignent les disciples d'al-Jazâ’irî, parmi lesquels Muhammad Kurd ‘Ali ainsi que ‘Abd al-Rahmân Shahbandar, Muhibb al-Dîn al-Khatîb, Salâh al-Dîn al-Qâsimî, ‘Abd al-Hamîd al-Zahrâwî, Chukrî al-‘Asalî et Salîm al-Jazâ’irî. Au fur et à mesure de l'entrée des plus jeunes, le cercle élargit ses discussions de la littérature et de l’histoire aux questions politiques. Quelques membres parmi les plus jeunes ayant rejoint Istanbul, dont Muhibb al-Dîn al-Khatîb et ‘Arif al-Shihâbî, fondent en 1906 une société secrète. La Jam’iyyat al-Nahda (Association de la Renaissance) s'attache à développer l'intérêt pour l'histoire et la littérature arabes ainsi que pour la situation des provinces arabes. Salâh al-Dîn al-Qâsimî et Lutfî al-Haffâr animent la branche damascène.

## Réformes menées
Sa réforme du système éducatif rappelle celle de Muhammad Abduh (1849-1905). Une partie des futurs dirigeants nationalistes syriens lui donnèrent corps, notamment Muhammad Kurd Ali (1876-1953) et Jalal al-Din al-Qasimi (1866-1914).

## Son œuvre
Il a écrit de nombreux livres sur divers sujets, y compris « Aqida, » Ulum al-Coran, Tajweed, Hadith, Sira, Usul, rhétorique arabe, la littérature arabe, la philosophie, l'histoire et l'introduction de nombreux manuscrits islamiques.
Il a également participé activement à la création de la bibliothèque Ẓāhirīyya à Damas et à la bibliothèque Chālidīyya à Jérusalem.